# Johannes Grøntved
Johannes Grøntved (25 de enero de 1882 – 11 de julio de 1956) fue un botánico, y profesor danés. Realizó investigaciones de la flora y la vegetación en Dinamarca, las islas Feroe, Islandia, Groenlandia, y en Estonia. Fue editor del The Botany of Iceland desde el vol. 3 parte 2.

## Algunas publicaciones
- 1927. Formationsstatistiske Undersøgelser paa nogle danske Overdrev [Estudios estadísticos de formación en algunas praderas danesas]. Botanisk Tidsskrift 40: 1-71. Usó el método cuantitativo de Raunkiær de descripción de vegetación de poáceas. Tales datos se usaron más tarde por Thorvald Sørensen en desarrollar su índice de similitud de Sørensen y Dice.

- 1927. Die Flora der Insel Wormsö - Ein Beitrag zur Flora Estlands. Dansk Botanisk Arkiv 5 (4)

- 1927. Die Flora der Insel Runö. Svensk Botanisk Tidskrift 23: 399-460

- con Ostenfeld, C.H. 1934. The Flora of Iceland and the Færoes. Copenhague

- con Fru Elisabeth Ekman. 1936. Vascular plants from Arctic North America. Editor Gyldendalske boghandel, Nordisk forlag. Report of the Fifth Thule Expedition 2 (1): 1-93 p. 1921-24

- 1939. Polygonaceernes Udbredelse i Danmark [Distribución en Dinamarca de Polygonaceae]. Botanisk Tidsskrift 45: 10-58

- con Sørensen, T. 1941. Nøgle til bestemmelse af danske græsser i blomsterløs tilstand [Determinación de Claves de pastos en Dinamarca]. Munksgaard, København

- 1942. The pteridophyta and spermatophyta of Iceland. Botánica de Islandia, editado por Johannes Grøntved, Ove Paulsen, Thorvald Sørensen. Einar Munksgaard 4 (1): 1-427, Copenhague

- 1954. Typhaceernes og Sparganiaceernes udbredelse i Danmark [La distribución en Dinamarca de Typhaceae y Sparganiaceae]. Botanisk Tidsskrift 50: 209-238

- La abreviatura «Grøntved» se emplea para indicar a Johannes Grøntved como autoridad en la descripción y clasificación científica de los vegetales.[1]